# Hochtaunuskreis
Der Hochtaunuskreis ist eine Gebietskörperschaft mit 241.664 Einwohnern (31. Dezember 2024) im Regierungsbezirk Darmstadt in Hessen. Der Landkreis liegt in der Metropolregion Frankfurt/Rhein-Main und ist Teil der Stadtregion Frankfurt. Kreisstadt und zugleich bevölkerungsreichste Stadt ist Bad Homburg v. d. Höhe.
Bekannt ist der Hochtaunuskreis für seine als allgemein wohlhabend geltende Bevölkerung. Der Hochtaunuskreis wies für das Jahr 2021 den dritthöchsten Kaufkraftindex aller deutschen Land- und Stadtkreise auf. 2023 betrug der Kaufkraftindex 138,7 des Bundesdurchschnitts. Die Städte Königstein im Taunus (Kaufkraftindex: 194,0) und Kronberg im Taunus (172,8) verfügten im Jahr 2023 über die höchsten Pro-Kopf-Einkommen im Hochtaunuskreis und nehmen heute bundesweit Spitzenplätze ein.

## Kommunen
Der Hochtaunuskreis umfasst dreizehn Kommunen, von denen acht einen Status als Stadt sowie fünf einen als Gemeinde haben. Kreisstadt und zugleich bevölkerungsreichste Stadt ist Bad Homburg v. d. Höhe, die zudem eine Sonderstatusstadt ist. Manche Städte führen amtliche Namenszusätze wie „(Taunus)“, „im Taunus“ bzw. „v. d. Höhe“, die offizielle Bestandteile des jeweiligen Stadtnamens sind. Die Gemeinde Neu-Anspach wurde aufgrund des Erreichens der Einwohnerzahl von 15.000 per 31. Oktober 2007 zur Stadt erhoben.
| Kommune                | Art der Kommune               | Einwohner (31. Dezember 2024) | Kaufkraftindex 2023 |
| ---------------------- | ----------------------------- | ----------------------------- | ------------------- |
| Bad Homburg v. d. Höhe | Kreisstadt, Sonderstatusstadt | 56.688                        | 148,7               |
| Oberursel (Taunus)     | Stadt                         | 46.736                        | 136,1               |
| Friedrichsdorf         | Stadt                         | 25.871                        | 126,5               |
| Kronberg im Taunus     | Stadt                         | 18.671                        | 172,8               |
| Königstein im Taunus   | Stadt                         | 16.680                        | 194,0               |
| Usingen                | Stadt                         | 15.683                        | 111,6               |
| Neu-Anspach            | Stadt                         | 14.342                        | 114,3               |
| Steinbach (Taunus)     | Stadt                         | 10.856                        | 102,2               |
| Schmitten im Taunus    | Gemeinde                      | 09.323                        | 125,4               |
| Wehrheim               | Gemeinde                      | 09.271                        | 131,8               |
| Weilrod                | Gemeinde                      | 06.856                        | 104,6               |
| Grävenwiesbach         | Gemeinde                      | 05.376                        | 104,1               |
| Glashütten             | Gemeinde                      | 05.311                        | 156,8               |

## Geographie

### Lage

Im Kreisgebiet befinden sich die 20 höchsten Taunus-Gipfel, mittig im Hintergrund der Große Feldberg (Blick vom Pferdskopf).

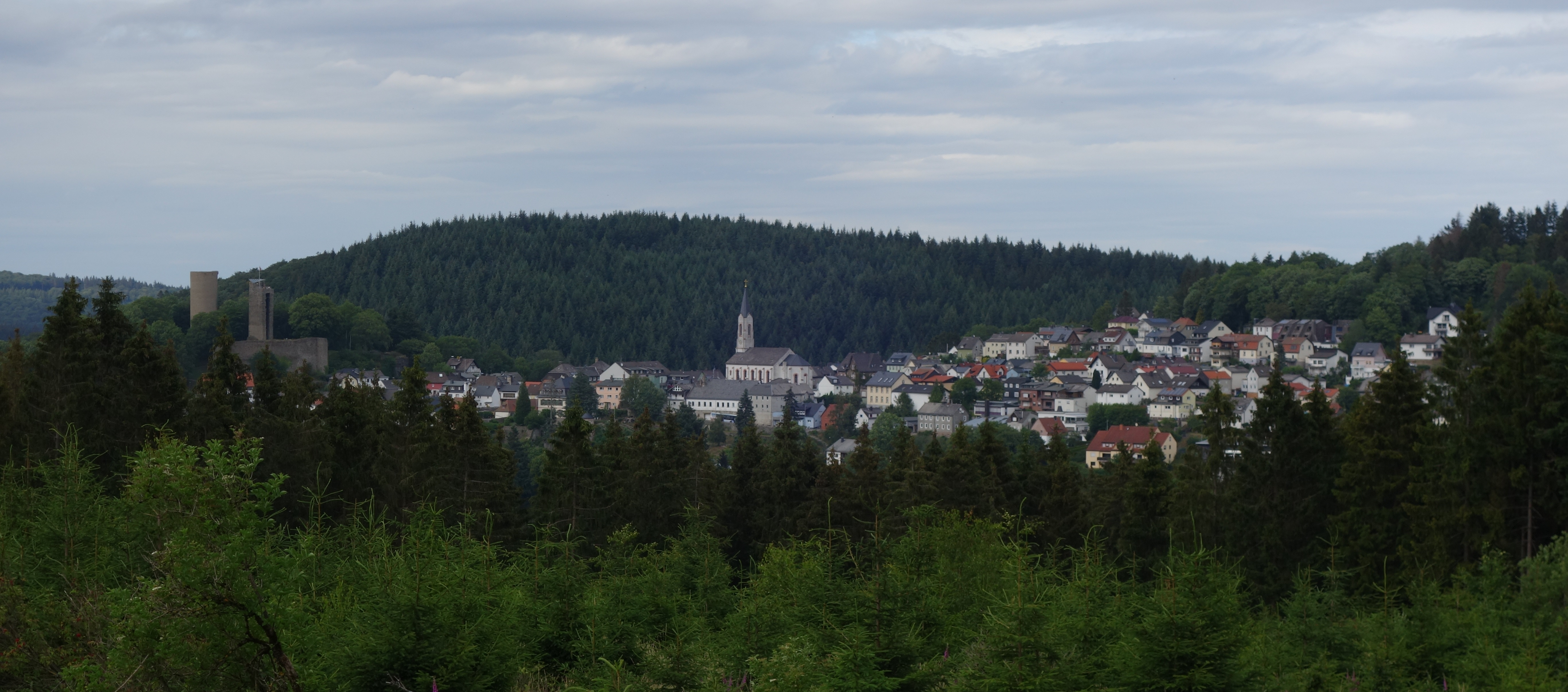
Oberreifenberg ist der höchstgelegene Ort im Taunus. (Blick vom Hühnerberg, im Hintergrund der Sängelberg)

Der Hochtaunuskreis liegt nördlich von Frankfurt am Main großteils im Mittelgebirge Taunus. Dessen 20 höchste Gipfel liegen sämtlich im Kreisgebiet. Die „Taunusrandstädte“ Bad Homburg, Oberursel, Friedrichsdorf, Kronberg, Königstein und Steinbach im Süden sind bereits Teil der Stadtregion Frankfurt, die in die Oberrheinische Tiefebene und im Osten in die Wetterau übergeht. Die höchste Erhebung ist der Große Feldberg (879 m ü. NHN), die tiefste Stelle des Kreises befindet sich bei Ober-Erlenbach, einem Stadtteil von Bad Homburg (128 m). Der Schmittener Ortsteil Oberreifenberg ist mit durchschnittlich 640 m in der Ortslage das höchstgelegene Dorf im Taunus und eines der höchstgelegenen Dörfer in Hessen.
Der Hochtaunuskreis wird unterteilt in Vorder- und Hintertaunus, wobei der Vordertaunus der Frankfurt zugewandten Seite entspricht (vor der Höhe) und der Hintertaunus, welcher gerne als Frankfurter Naherholungsgebiet genutzt wird, sich auf der anderen Seite des Taunushauptkamms befindet.

### Nachbarkreise
Der Landkreis grenzt, im Nordwesten beginnend im Uhrzeigersinn, an den Landkreis Limburg-Weilburg, den Lahn-Dill-Kreis und den Wetteraukreis, an die kreisfreie Stadt Frankfurt am Main sowie an den Main-Taunus-Kreis und den Rheingau-Taunus-Kreis.

## Geschichte

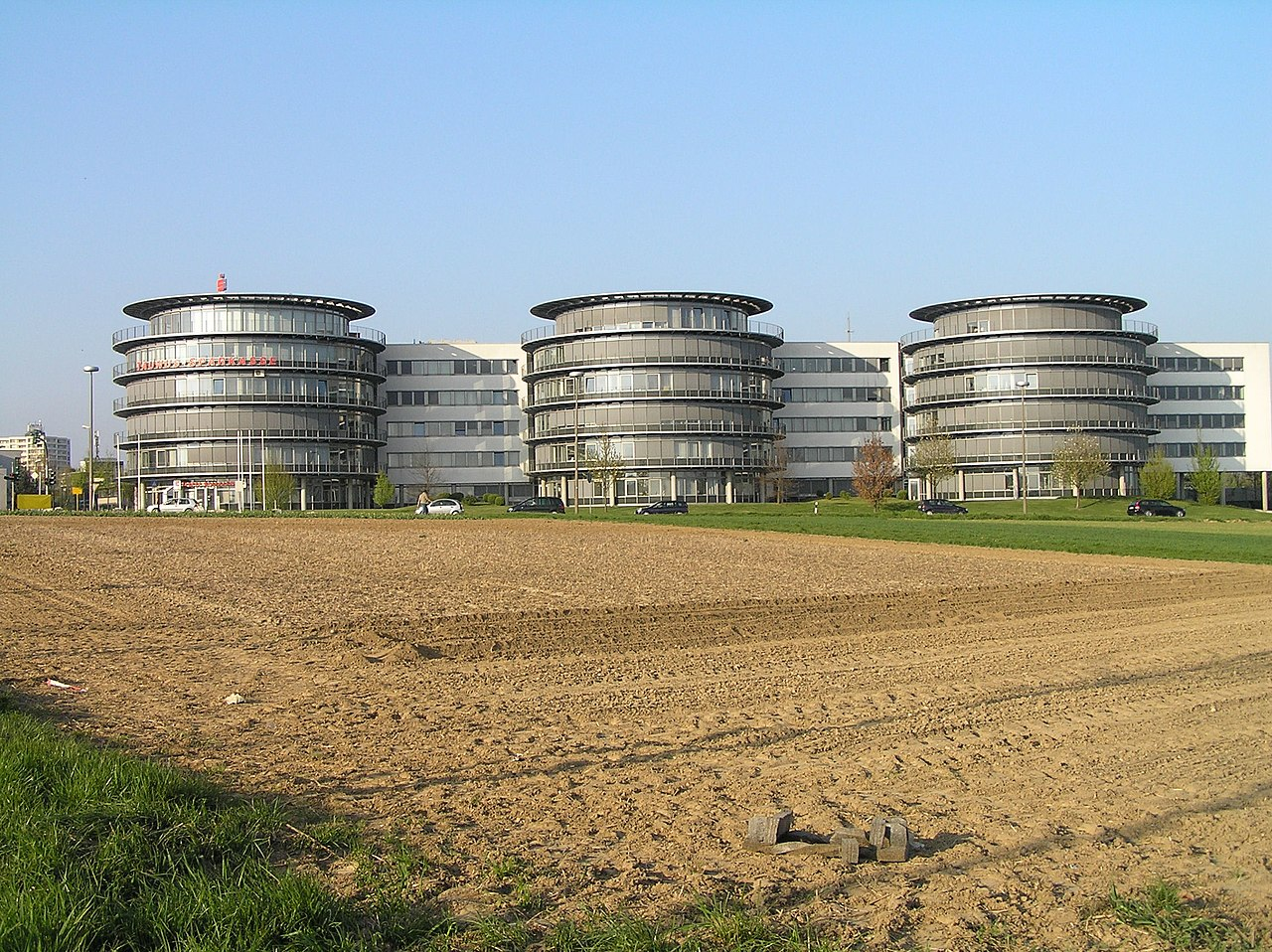
Zentrale der Taunus Sparkasse und Landratsamt des Hochtaunuskreises in Bad Homburg vor der Höhe

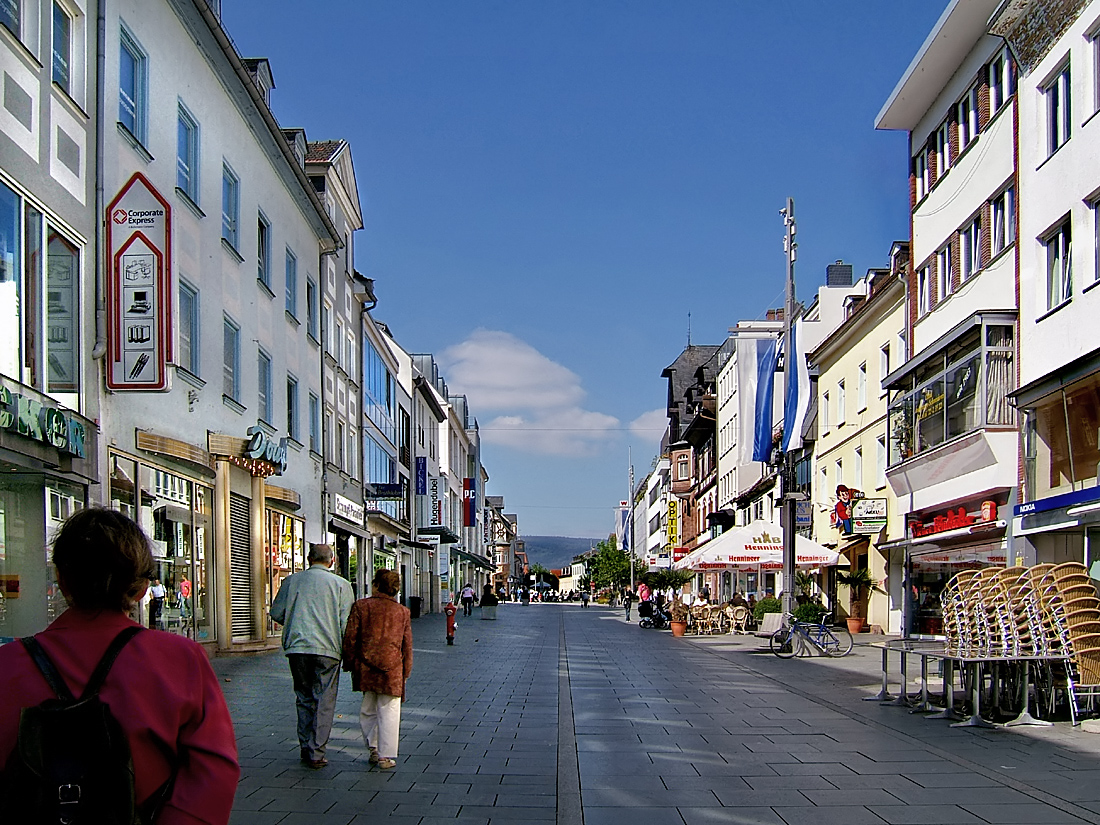
Louisenstraße, die Einkaufsstraße Bad Homburgs

Das heutige Kreisgebiet gehörte im Mittelalter zu verschiedenen Herrschaften, zu Kurmainz, den Herren von Cronberg oder zu Eppstein. Anfang des 19. Jahrhunderts gehörte der südliche Teil zur Landgrafschaft Hessen-Homburg, der nördliche Teil zum Fürstentum, später Herzogtum Nassau.
Nach dem Deutschen Krieg und der preußischen Annexion im Jahr 1866 entstanden aus Hessen-Homburg und den nassauischen Ämtern Königstein und Usingen der Obertaunuskreis mit Sitz in Bad Homburg. Gemäß der Kreisordnung vom 1. April 1886 wurde ein Teil mit 46 Gemeinden nördlich des Gebirgskammes in einem neuen Landkreis Usingen organisiert. Im Obertaunuskreis verblieben 34 Gemeinden mit einer Fläche von 22.454 Hektar.
Im Jahr 1919 wurde der französisch besetzte Teil des Obertaunuskreises – das ehemals nassauische „Amt Königstein“ – abgetrennt und als Kreis Königstein eingerichtet. Erst am 1. Oktober 1928 – nach dem Abzug der französischen Besatzungstruppen – kehrte er zum Obertaunuskreis zurück.
Aufgrund der preußischen Sparverordnungen wurde am 1. August 1932 der Kreis Usingen aufgelöst. Teile des Kreises fielen an die benachbarten Landkreise Wetzlar, Oberlahn und Untertaunus, der Löwenanteil jedoch an den Obertaunuskreis. Schon ein Jahr später, am 1. Oktober 1933 wurde auf Betreiben der örtlichen Nationalsozialistischen Deutschen Arbeiterpartei (NSDAP) der Landkreis Usingen wiederhergestellt.
Im Zuge der Gebietsreform in Hessen wurde am 1. August 1972 der Hochtaunuskreis gebildet. Zu dem neuen Kreis traten
- der Obertaunuskreis bis auf die Gemeinde Kalbach, die zur Stadt Frankfurt kam
- der Landkreis Usingen bis auf die Gemeinden Niederems, Reichenbach, Steinfischbach und Wüstems, die zur Gemeinde Waldems im Untertaunuskreis kamen
- die Gemeinden Ober-Erlenbach, Ober-Eschbach und Burgholzhausen vor der Höhe aus dem Landkreis Friedberg
- die Gemeinden Glashütten, Reifenberg und Schloßborn aus dem Main-Taunus-Kreis sowie
- die Gemeinde Hasselbach aus dem Landkreis Limburg.

Gleichzeitig wurde am 1. August 1972 durch eine Reihe von Zusammenschlüssen die bis heute bestehende Gliederung in 13 Gemeinden geschaffen. Als Sitz der Kreisverwaltung und damit als Kreisstadt wurde die Stadt Bad Homburg benannt.
Im Dezember 1991 wurde der Hochtaunus bundesweit durch eine Korruptionsaffäre bekannt.
Im Februar 2004 thematisierte der damalige Landrat Jürgen Banzer (CDU) einen möglichen Zusammenschluss des Hochtaunuskreises mit dem benachbarten und ähnlich strukturierten Main-Taunus-Kreis. Mit einer Zusammenlegung beider Landkreise könnten Einsparungen von 18 bis 20 Millionen Euro jährlich erzielt werden.

### Einwohnerentwicklung

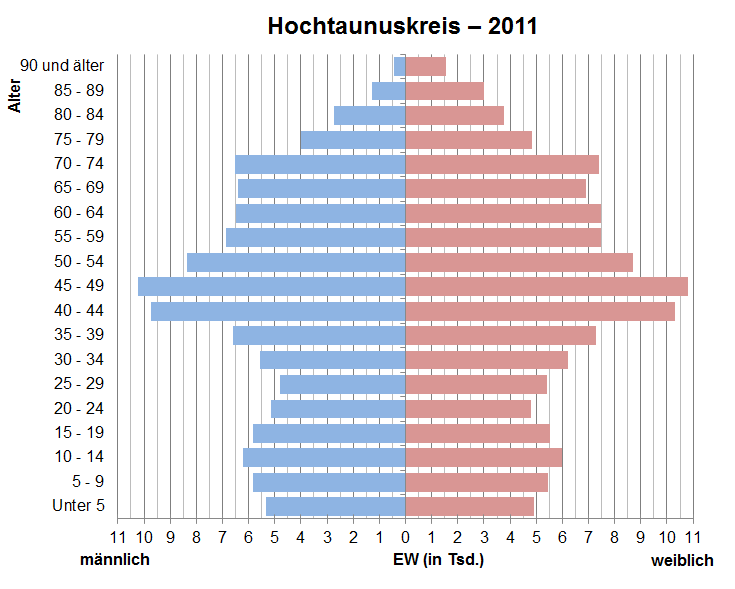
Bevölkerungspyramide für den Hochtaunuskreis (Datenquelle: Zensus 2011)

| Jahr | Einwohner | Quelle |
| ---- | --------- | ------ |
| 1972 | 187.600   | [ 13 ] |
| 1980 | 203.800   | [ 14 ] |
| 1990 | 212.900   | [ 14 ] |
| 2000 | 225.638   | [ 15 ] |
| 2010 | 227.324   | [ 16 ] |
| 2013 | 229.167   | [ 15 ] |
| 2014 | 230.798   | [ 15 ] |
| 2015 | 231.788   | [ 17 ] |
| 2018 | 236.564   | [ 18 ] |
| 2019 | 236.914   | [ 19 ] |

### Konfessionsstatistik
Nach den Ergebnissen des Zensus 2011 waren von den Einwohnern 32,0 % evangelisch, 26,0 % römisch-katholisch und 42,0 % gehörten einer sonstigen oder keiner Religionsgesellschaft an oder machten keine Angabe. Damit waren hier wie im Ballungsraum Rhein-Main die „sonstigen“ Zugehörigkeiten die stärkste Gruppe. Der Mitgliederschwund der großen Kirchen hält seitdem weiter an. Gemäß Zensus 2022 waren (2022) 24,1 % der Einwohner evangelisch, 20,7 % katholisch und 55,2 % gehörten einer sonstigen oder keiner Religion an oder machten keine Angabe.

## Politik

### Kreistag
Der Kreistag des Hochtaunuskreises wurde am 14. März 2021 gewählt.
| Parteien und Wählergemeinschaften | Parteien und Wählergemeinschaften                                                             | % 2021 | Sitze 2021 | % 2016 | Sitze 2016 |
| --------------------------------- | --------------------------------------------------------------------------------------------- | ------ | ---------- | ------ | ---------- |
| CDU                               | Christlich Demokratische Union Deutschlands                                                   | 35,1   | 25         | 34,1   | 24         |
| Grüne                             | Bündnis 90/Die Grünen                                                                         | 23,0   | 16         | 13,8   | 10         |
| SPD                               | Sozialdemokratische Partei Deutschlands                                                       | 13,7   | 10         | 18,0   | 13         |
| FDP                               | Freie Demokratische Partei                                                                    | 11,1   | 8          | 11,3   | 8          |
| Freie Wähler                      | Freie Wähler                                                                                  | 7,0    | 5          | –      | –          |
| AfD                               | Alternative für Deutschland                                                                   | 6,0    | 4          | 11,2   | 8          |
| Linke                             | Die Linke                                                                                     | 3,0    | 2          | 3,2    | 2          |
| Die PARTEI                        | Partei für Arbeit, Rechtsstaat, Tierschutz, Elitenförderung und basisdemokratische Initiative | 0,6    | 1          | –      | –          |
| Piraten                           | Piratenpartei Deutschland                                                                     | 0,5    | 0          | –      | –          |
| FWG-Hochtaunus                    | Freie Wählergemeinschaft Hochtaunuskreis                                                      | –      | –          | 7,7    | 5          |
| REP                               | Die Republikaner                                                                              |        | –          |        | 1          |
| Gesamt                            | Gesamt                                                                                        | 100,0  | 71         | 100,0  | 71         |
| Wahlbeteiligung in Prozent        | Wahlbeteiligung in Prozent                                                                    | 56,6   | 56,6       | 52,8   | 52,8       |

### Landrat

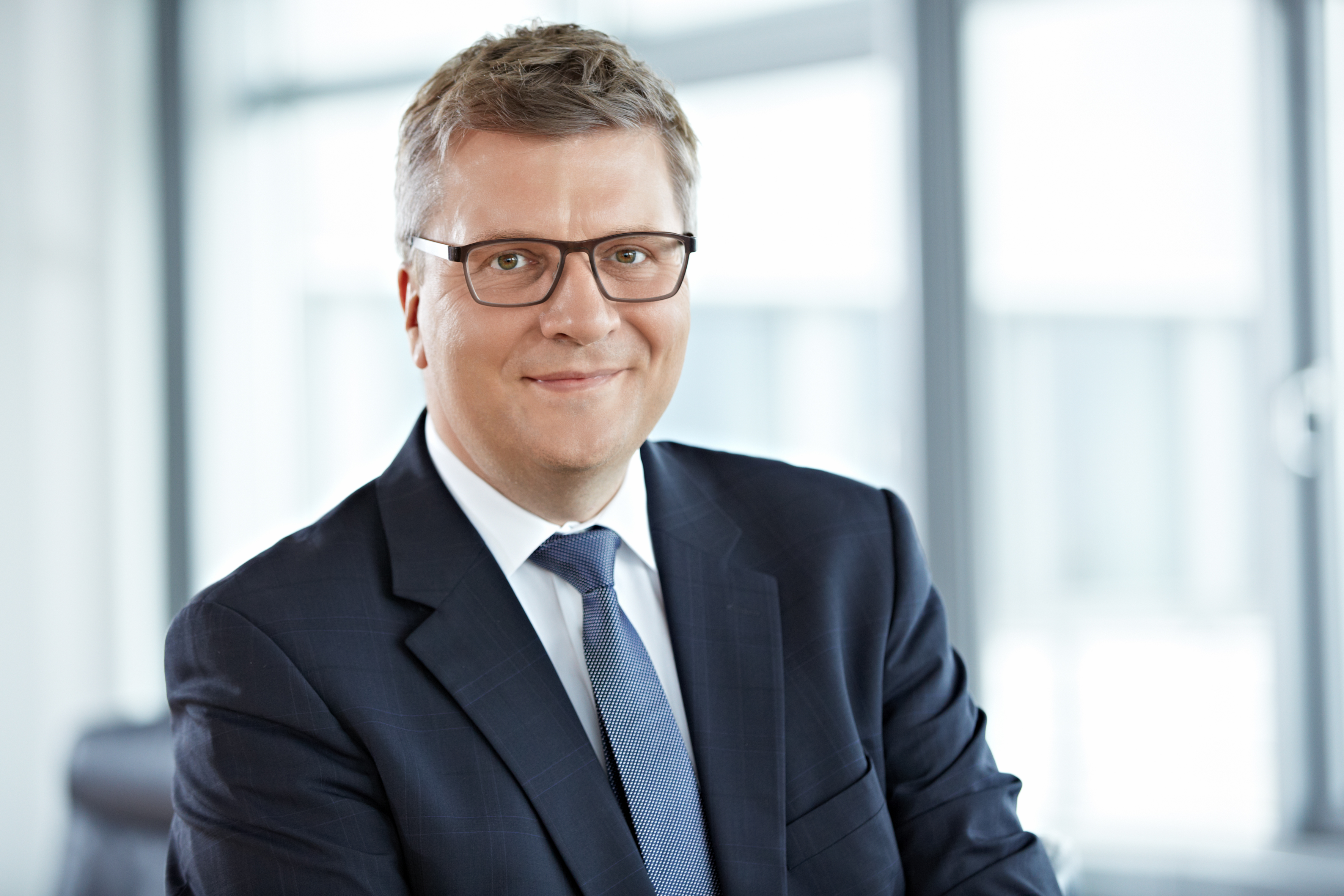
Landrat Ulrich Krebs (2014)

Nach der hessischen Kommunalverfassung wird der Landrat für eine sechsjährige Amtszeit gewählt, seit dem Jahr 1993 in einer Direktwahl, und ist Vorsitzender des Kreisausschusses, dem im Hochtaunuskreis neben dem Landrat hauptamtlich ein Erster Kreisbeigeordneter und ein Kreisbeigeordneter sowie ehrenamtlich zwölf weitere Kreisbeigeordnete angehören. Landrat ist seit dem 9. Mai 2006 Ulrich Krebs (CDU), der zuletzt Bürgermeister der Stadt Flörsheim am Main war.
Der Amtsvorgänger Jürgen Banzer (CDU) war in seiner dritten Amtszeit am 23. November 2005 als Minister der Justiz in die Hessische Landesregierung berufen worden. Danach leitete Erster Kreisbeigeordneter Wolfgang Müsse die Kreisverwaltung kommissarisch und die Wahl eines neuen Landrats musste vorgezogen werden. Ulrich Krebs wurde am 26. März 2006 im ersten Wahlgang bei 47,2 Prozent Wahlbeteiligung mit 56,5 Prozent der Stimmen gewählt. Es folgten drei Wiederwahlen, zuletzt im Januar 2024. Als Erster Kreisbeigeordneter und damit als Stellvertreter des Landrats fungiert seit 1. Januar 2020 Thorsten Schorr (CDU).
Amtszeiten der Landräte
- seit 2006 Ulrich Krebs (CDU)[28] (Amtsperiode bis 2030)
- 1991–2005 Jürgen Banzer (CDU)
- 1985–1991 Klaus-Peter Jürgens (CDU)
- 1979–1985 Henning von Storch (CDU)
- 1972–1979 Werner Herr (SPD)

### Partnerschaften
Der Hochtaunuskreis ist im Jahr 1986 eine Partnerschaft mit dem israelischen Regionalverband Gilboa eingegangen.

### Wappen, Flagge und Banner

Hissflagge
Bannerflagge

| Wappen des Hochtaunuskreises | Blasonierung: „In Blau ein gespaltener steigender Löwe, vorne von vier silbernen Eisenhüten begleitet, goldbewehrt und neunmal von Silber und Rot geteilt, hinten von vier goldenen Kleeblättern begleitet, rotbewehrt und golden.“ |
| Wappen des Hochtaunuskreises | Wappenbegründung: Das Kreiswappen ist eine Kombination der Wappen des Obertaunuskreises und des Kreises Usingen. Die vordere Hälfte entspricht dem hessischen Löwen und steht für die ehemalige Landgrafschaft Hessen-Homburg, die hintere Hälfte des Löwen weist mit der goldenen Tingierung auf das Herzogtum Nassau hin. Die vier Eisenhüte vorne erinnern an die Herren von Cronberg, die vier Kleeblätter hinten sind dem Wappen der Stadt Usingen entnommen. Damit werden die früheren Herrschaften des Kreisgebietes versinnbildlicht. Das Wappen wurde am 12. Juli 1974 genehmigt. |

 Der Entwurf stammt von dem Heraldiker Heinz Ritt.

## Wirtschaft und Infrastruktur
Die Kreisstadt Bad Homburg ist ein international bekannter Kurort. In Bad Homburg haben sich mit Fresenius Medical Care und Fresenius SE & Co. KGaA zwei DAX-Unternehmen angesiedelt. Als weitere bekannte Unternehmen mit Sitz im Hochtaunuskreis sind die Alte Leipziger Versicherung sowie die Avis Autovermietung zu nennen. Auch haben im Hochtaunuskreis die Gillette Group (mit Braun und Oral-B), Jaguar Deutschland, Fidelity Investments Deutschland, Accenture Deutschland (alle in Kronberg) und die Canton Elektronik (in Weilrod) ihre Hauptsitze.
Der Hochtaunuskreis verzeichnete im Jahr 2020 mit 138,7 des Bundesdurchschnitts den dritthöchsten Kaufkraftindex aller deutschen Land- und Stadtkreise. 2020 betrug das durchschnittlich zur freien Verfügung stehende Einkommen aller Einwohner des Landkreises 7,888 Milliarden Euro. Bemerkenswert ist, dass mit Stand 2023 alle 13 Städte und Gemeinden des Hochtaunuskreises einen überdurchschnittlichen Kaufkraftindex (> 100) verzeichnen. Viele Wohlhabende (wie Banker aus dem benachbarten Frankfurt) sind in und um Bad Homburg wohnhaft. Die Städte Königstein (194,0) und Kronberg (172,8) nehmen mit ihren Kaufkraftindizes bundesweite Spitzenplätze ein. Dies spiegelt sich in der Bevölkerung der beiden Städte dahin wider, da mit Stand 2020 in Königstein 60 und in Kronberg 35 Einkommensmillionäre – auf jeweils 10.000 Einwohner gerechnet – lebten. Absolut – also nicht auf 10.000 Einwohner gerechnet – verzeichnete die Stadt Bad Homburg 114 Einkommensmillionäre im Jahr 2020. Das gesamte Gebiet des Landkreises weist sehr hohe Bodenpreise auf und zeichnet sich durch ein allgemein sehr hohes Mietniveau aus.
Im sogenannten „Zukunftsatlas“ 2022 belegte der Hochtaunuskreis Platz 12 von 400 Landkreisen, Kommunalverbänden und kreisfreien Städten in Deutschland und zählt damit zu den Regionen mit „sehr hohen Zukunftschancen“. In der Ausgabe 2025 belegte der Hochtaunuskreis Platz 14 von 400.

### Verkehr

#### Schiene

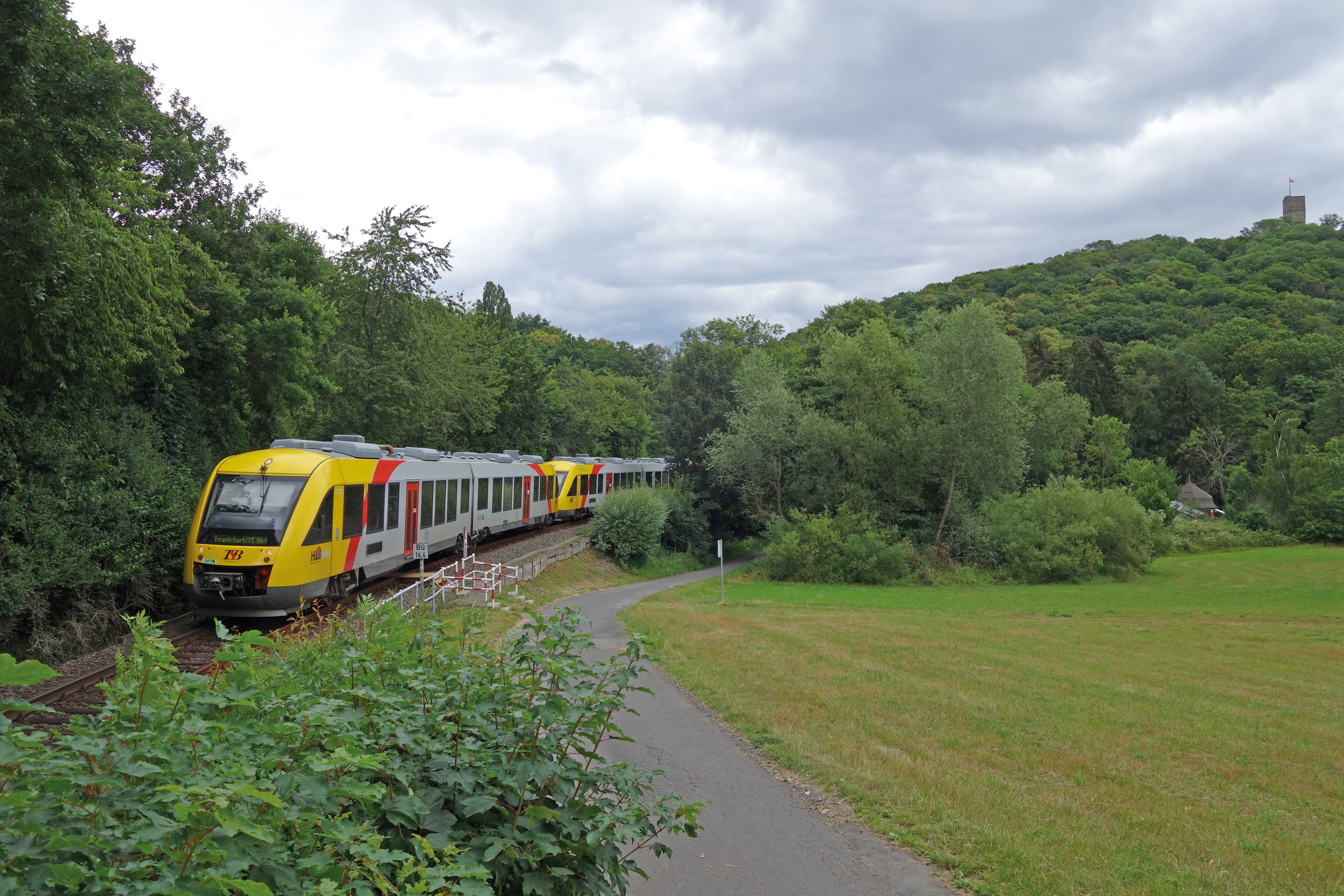
LINT-41-Triebwagen der Frankfurt-Königsteiner Eisenbahn unterhalb der Burg Königstein auf der Fahrt nach Frankfurt

Das Gebiet des heutigen Hochtaunuskreises liegt abseits der großen Achsen des Fernbahnnetzes, die von Frankfurt ausgehen. Der Südhang des Taunusgebirges, dessen Städte und Dörfer als Bäder und Kurorte sowie als bevorzugte Wohngebiete schon vor einhundert Jahren ebenso beliebt waren wie heute, wurde daher von Frankfurt aus durch mehrere Bahngesellschaften mit oft nur kurzen Stichbahnen erschlossen.
Die Homburger Eisenbahn-Gesellschaft eröffnete ihre Strecke am 10. September 1860, die in Frankfurt vom Main-Weser-Bahnhof ausging. Obwohl sie den kurhessischen Ort Bockenheim umfuhr, brauchte sie für ihre Trasse über Rödelheim–Oberursel nach Homburg, der damaligen Residenz einer kleinen Landgrafschaft und heutigen Kreisstadt des Hochtaunuskreises, die Konzession von vier souveränen Staaten. Dabei überschritt sie insgesamt sechsmal deren Grenzen, weshalb sie im Volksmund „Sechs-Länder-Bahn“ genannt wurde.
In Rödelheim zweigte ab 1. November 1874 eine Stichstrecke der Cronberger Eisenbahn-Gesellschaft zu dem malerischen Taunusstädtchen Kronberg ab. Dessen Nachbarstadt Königstein wurde ab 24. Februar 1902 durch die Kleinbahn Höchst–Königstein erschlossen, die heute ein Teil der Hessischen Landesbahn (HLB) ist. Inzwischen beginnen die Züge aller drei Bahnen am Hauptbahnhof im Zentrum Frankfurts.
Zusätzlich verband ab Mai 1910 die Frankfurter Lokalbahn Bad Homburg und Oberursel-Hohemark durch zwei elektrische Vorortbahnen mit der Großstadt, die heute Teil des Frankfurter U-Bahn-Netzes sind. Schon seit 1899 gab es in Homburg eine elektrische Straßenbahn, die bis 1935 auch eine Linie zum Römerkastell Saalburg betrieb.

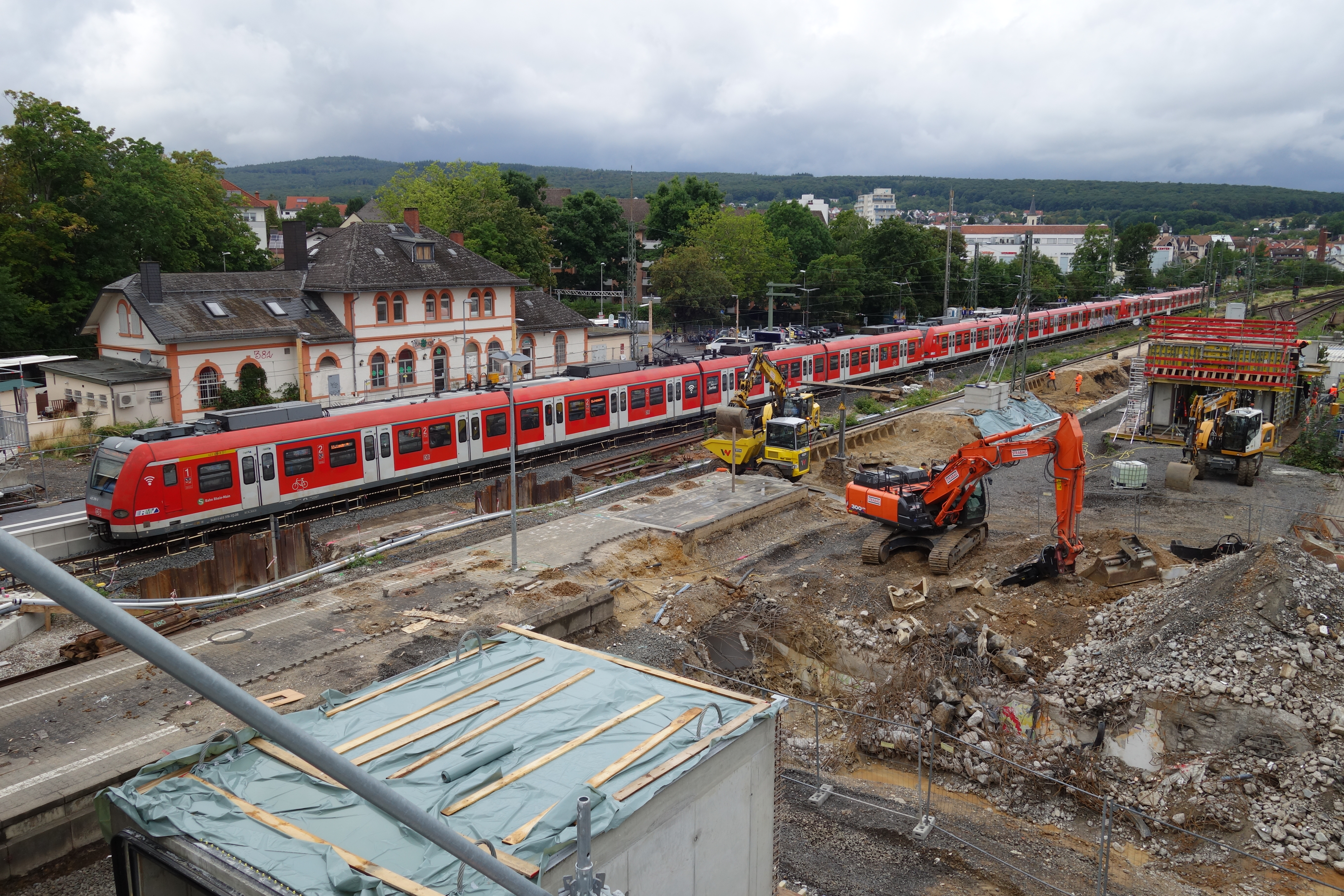
Bahnhof Friedrichsdorf: Endpunkt der S-Bahnlinie 5 und der Bahnen von und nach Friedberg sowie Station der Züge von und nach Brandoberndorf (während der Modernisierung 2023)

Das strahlenförmig von Frankfurt ausgehende Schienennetz im Vordertaunus wurde bis 1912 durch Vollendung der Bahnstrecke Friedrichsdorf–Albshausen über den Taunushauptkamm hinaus verlängert und mit der Lahntalbahn verbunden.
Von Friedrichsdorf gibt es seit dem 15. Juli 1901 eine Verbindung zur Main-Weser-Bahn nach Friedberg (Hessen) (Bahnstrecke Friedberg–Friedrichsdorf), die im Zuge der Bäderbahn Berlin–Bad Nauheim–Bad Homburg–Wiesbaden jahrelang auch von Schnellzügen befahren wurde.
Dem öffentlichen Personennahverkehr (ÖPNV) auf der Schiene dienen heute die S-Bahn-Linien S4 (Frankfurt–Kronberg) und S5 (Frankfurt–Bad Homburg–Friedrichsdorf), sowie die von der Hessischen Landesbahn GmbH betriebenen Strecken Frankfurt–Königstein (Königsteiner Bahn, RMV-Linie 12) und Bad Homburg–Usingen–Grävenwiesbach–Brandoberndorf (RMV-Linie 15). Als RMV-Linie 16 wird die Bahnstrecke Friedberg–Friedrichsdorf betrieben.
An das Frankfurter U-Bahn-Netz angeschlossen sind die Städte Bad Homburg (Linie U2, Endstation Bad Homburg-Gonzenheim) und Oberursel (Linie U3, Oberursel-Hohemark).
Als Verkehrsverband Hochtaunus (VHT) wurde 1988 ein Zweckverband vom Hochtaunuskreis und allen seinen Städten und Gemeinden gegründet. Der Verband hat die 28,8 Kilometer lange Bundesbahnstrecke Friedrichsdorf–Usingen–Grävenwiesbach zum Kaufpreis von 2,8 Millionen Deutsche Mark erworben, um sie vor der Stilllegung zu bewahren. Alle Linien des öffentlichen Verkehrs sind seit 1995 in den Rhein-Main-Verkehrsverbund (RMV) eingegliedert.
Zu den Schienenbaumaßnahmen gehören die in Bau befindliche Regionaltangente West (RTW) sowie eine in Prüfung befindliche Verlängerung der Taunusbahn auf dem Streckenabschnitt Brandoberndorf–Albshausen (Lahn-Dill-Kreis).

#### Straßen
Durch das Kreisgebiet führen die Bundesautobahnen 5 (Frankfurt–Hattenbacher Dreieck) und 661 (Darmstadt–Oberursel). Ferner erschließen mehrere Bundesstraßen und Kreisstraßen (siehe Liste) das Gebiet, darunter die Bundesstraßen 275, 455 und 456. Die Ferienstraße Hochtaunusstraße verbindet – zwischen Bad Homburg und Bad Camberg – die Sehenswürdigkeiten für Touristen. Der Taunushauptkamm verläuft quer durch den Landkreis und wird von verschiedenen Pässen überwunden (siehe Pässe im Taunus).

### Kreiseigene Unternehmen
Der Hochtaunuskreis betreibt mit den Hochtaunus-Kliniken Krankenhäuser in Bad Homburg und Usingen. Zusätzlich ist er Eigentümer der Taunus Menü Service GmbH mit Sitz in Neu-Anspach, diese beliefert Kliniken, die Oberurseler Werkstätten und einen Teil der Schulen des Hochtaunuskreises mit Gerichten, welche im Koch-und-Kühl-Verfahren zubereitet und schockgefrostet werden. Gemeinsam mit dem Main-Taunus-Kreis ist der Hochtaunuskreis Träger der Taunus Sparkasse. Ebenfalls mit dem Main-Taunus-Kreis ist der Hochtaunuskreis Anteilseigner der Rhein-Main Deponie GmbH (RMD) (jeweils 50 Prozent). Wesentliche Anteile hält der Landkreis an den Zweckverbänden des Naturparks Taunus und Verkehrsverband Hochtaunus (VHT). Als Eigenbetrieb werden die Oberurseler Werkstätten für behinderte Menschen geführt. An weiteren Unternehmen wie der Nassauischen Sparkasse, der Süwag und der Nassauischen Heimstätte hält der Landkreis Anteile.

## Kfz-Kennzeichen
Am 1. August 1972 wurde dem Landkreis das seit dem 1. Juli 1956 für den Obertaunuskreis gültige Unterscheidungszeichen HG zugewiesen. Es wird von der Kreisstadt Bad Homburg vor der Höhe abgeleitet und wird durchgängig bis heute ausgegeben. Im Rahmen der Kennzeichenliberalisierung ist seit dem 2. Januar 2013 zudem das Unterscheidungszeichen USI (Usingen) erhältlich.

## Sonstiges
Bedeutende regionale Zeitungen sind die Taunus-Zeitung (ein Kopfblatt der Frankfurter Neue Presse) sowie der Usinger Anzeiger, der vorrangig im Hintertaunus vertreten ist. Die Frankfurter Rundschau erscheint in einer Taunus-Ausgabe, die sich dem Geschehen im Landkreis widmet.